# Sicilski barok
Sicilski barok je značilna oblika baročne arhitekture, ki se je razvila na otoku Sicilija ob južni obali Italije v 17. in 18. stoletju, ko je bila del španskega cesarstva. Slog ni prepoznaven le po značilnih baročnih oblinah in cvetočih potezah, temveč tudi po nasmejanih maskah in puttih ter posebnem razkošju, ki je Siciliji prinesla edinstveno arhitekturno identiteto.
Sicilski baročni slog se je uresničil med večjim ponovnim obnavljanjem po močnem potresu leta 1693. Pred tem se je baročni slog na otoku uporabljal naivno in provincialno, saj se je razvil iz hibridne avtohtone arhitekture, namesto da bi izhajal iz velikih baročnih arhitektur v Rimu. Po potresu so lokalni arhitekti, med katerimi so se mnogi učili v Rimu, dobili mnogo priložnosti za poustvarjanje bolj dovršene baročne arhitekture, ki je postala priljubljena v celinski Italiji; delo teh lokalnih arhitektov - in nova zvrst arhitekturnih gravur, ki so jih uvedli - je navdihnilo več lokalnih arhitektov, da so sledili njihovemu vodstvu. Okoli leta 1730 so sicilski arhitekti zaupali v uporabo baročnega sloga. Njihova posebna interpretacija je privedla do nadaljnjega razvoja do personalizirane in zelo lokalizirane umetniške oblike na otoku. Od 1780-ih je slog postopoma nadomestil novo modni neoklasicizem.
Izrazito dekorativno sicilsko baročno obdobje je trajalo komaj petdeset let in je popolnoma odražalo družbeno ureditev otoka v času, ko mu je nominalno vladala Španija, v resnici je vladala bogata in pogosto ekstravagantna aristokracija, v rokah katere je bilo lastništvo, predvsem gospodarstvo je bilo zelo koncentrirano. Baročna arhitektura daje otoku arhitekturni značaj, ki traja vse do 21. stoletja.

## Značilnosti
Baročna arhitektura je evropski pojav, ki izvira iz Italije iz 17. stoletja; je razkošen in gledališki ter bogato okrašen z arhitekturno skulpturo in učinkom, znanim kot chiaroscúro, strateška uporaba svetlobe in sence na stavbi, ustvarjeni z maso in senco. 
Baročni slog na Siciliji je bil večinoma omejen na stavbe, ki jih je postavila Cerkev in palače, zasebne rezidence sicilske aristokracije. Najzgodnejši primeri tega sloga na Siciliji niso imeli individualnosti in so bili običajno pretirani posnetki stavb, ki so jih videli sicilski obiskovalci v Rimu, Firencah in Neaplju. Vendar so že v tej zgodnji fazi provincialni arhitekti začeli vključevati nekatere ljudske značilnosti starejše sicilske arhitekture. Do sredine 18. stoletja, ko se je baročna arhitektura Sicilije opazno razlikovala od celinske, je običajno vključevala vsaj dve ali tri od naslednjih značilnosti, skupaj z edinstveno svobodo oblikovanja, ki jo je težje opisati z besedami: 
1. Groteskne maske in putti, ki pogosto podpirajo balkone ali okrašujejo različne pasove vpetja stavbe; ti nasmejani ali bleščeči obrazi so relikt sicilske arhitekture pred sredino 17. stoletja (slika 2 in 9).
2. Balkoni, ki jih po letu 1633 pogosto dopolnjujejo zapletene ograje iz kovanega železa (slika 2 in 9) in bolj navadne ograje pred tem datumom (slika 6).
3. Zunanja stopnišča. Večina vil in palač je bila zasnovana za formalni vstop s kočijo skozi obok na fasadi ulice, ki vodi do notranjega dvorišča. Zapleteno dvojno stopnišče bi vodilo z dvorišča do piano nobile.[5] To bi bil glavni vhod palače v sprejemne sobe v prvem nadstropju; simetrični kraki stopnic bi se obračali navznoter in navzven kar štirikrat. Zaradi topografije njihovih povišanih leg je bilo pogosto treba cerkve približevati po številnih stopnicah; te stopnice so se pogosto spreminjale v dolga ravna marmornata stopnišča, sama po sebi okrasne arhitekturna značilnost (slika 19), na način Španskih stopnic v Rimu.
4. Nagnjene, konkavne ali konveksne fasade (sliki 1 in 6). Občasno so v vdolbino vile ali palače, ki jo ustvarja krivulja, namestili zunanje stopnišče.
5. Sicilski zvonik. Zvonovi niso bili postavljeni ob cerkvi v zvoniku (kampanile), kot je to običajno v Italiji, temveč na sami fasadi, ki je pogosto nadvišal osrednji pediment, z enim ali več zvonovi, ki so bili jasno prikazani pod lastnim lokom, na primer v Catanijskem kolegiatu (slika 1) . V veliki cerkvi z veliko zvonovi je to običajno povzročilo zapleteno izklesano in okrašeno arkado na najvišji točki glavne fasade (slika 3).[6] Ti zvoniki so med najbolj trajnimi in značilnimi značilnostmi sicilske baročne arhitekture.
6. Intarzirani barvni marmor, postavljen v tla in stene, še posebej v notranjosti cerkve. Ta posebna oblika intarzije se je razvila na Siciliji od 17. stoletja (glej tla slike 14).
7. Stebri, ki so pogosto postavljeni posamezno, podpirajo navadne oboke in tako prikazujejo vpliv prejšnjega in precej bolj običajnega normanskega obdobja (slika 3). Tako kot drugod po Evropi se stebri redko srečajo v gručastih skupinah, ki delujejo kot slopi, zlasti v primerih zgodnjega sicilskega baroka.
8. Okrašena rustika. Sebastiano Serlio je v svoji rustikaciji okrasil bloke klesanca; do konca 16. stoletja so sicilski arhitekti bloke okraševali z rezbarijami listov, ribjih lusk in celo sladkarij in školjk; školjke so pozneje postale med najbolj razširjenimi okrasnimi simboli baročnega oblikovanja. Včasih bi rustiko uporabili za stebre namesto za stene, obrnili pričakovanja v skorajda arhitekturno šalo (slika2).[7]
9. Lokalni vulkanski kamen je bil uporabljen pri gradnji številnih sicilskih baročnih stavb, ker je bil ta najlažje dosegljiv. Številni kiparji in kamnoseki tega obdobja so živeli ob vznožju gore Etna in izdelovali različne predmete, vključno balustrade, stebre, fontane.[8] Odtenki črne ali sive so bili uporabljeni za ustvarjanje kontrastnih dekorativnih učinkov, ki poudarjajo baročno ljubezen do svetlobe in sence, kot je prikazano na (sliki 2).
10. Španski vpliv. Arhitekturni vpliv vladajočih Špancev (slika 13), čeprav je bil to blažji vpliv kot vpliv Normanov. Španski slog, bolj zadržana različica francoske renesančne arhitekture, je še posebej očiten na vzhodni Siciliji, kjer so - zaradi manjših vstaj - Španci ohranili močnejšo vojaško prisotnost. Messinska monumentalna Porta Grazia, postavljena leta 1680 kot vhod v špansko citadelo, ne bi bila na mestu v nobenem od mest in citadel, ki so jih Španci zgradili v svojih kolonijah drugje.[9] Slog teh obokanih mestnih vrat z okrašenimi venci in zvitki je bil takoj po potresu široko kopiran po vsej Catanii.

Čeprav se te značilnosti nikoli ne pojavijo vse skupaj v isti zgradbi in nobena ni edinstvena za sicilski barok, daje sicilskemu baroku njegov poseben ton prav vsak sklop. Druge baročne značilnosti, kot so zlomljeni pedimenti nad okni, ekstravagantna uporaba kipov in ukrivljena okna in vrata, so vse značilne za baročno arhitekturo, vendar jih lahko najdemo v baročnih stavbah po vsej Evropi.

## Zgodnji sicilski barok
Sicilijo, vulkanski otok v srednjem Sredozemlju, ob Italijanskem polotoku, so Grki kolonizirali, nato pa so mu vladali Rimljani, Bizantinci, Ostrogoti, muslimani, Normani, Staufovci, Anžujci in Aragonci. Nato je postala provinca španskega cesarstva, kasneje pa je bila del Burbonskega Kraljestva dveh Sicilij, preden je bila leta 1860 končno sprejeta v Kraljevino Italijo. Tako so bili Sicilci izpostavljeni bogatemu zaporedju različnih kultur, kar se kaže v izjemni raznolikosti arhitekture na otoku.
Oblika okrašene klasične arhitekture, značilne za Sicilijo, se je začela razvijati od 1530-ih. Navdihnjena z uničeno starogrško arhitekturo in normanskimi stolnicami na otoku je to pogosto vključevalo grške arhitekturne motive, kot je meander, v poznonormansko arhitekturo z gotskimi značilnostmi, kot so koničasti loki in okenske odprtine. Sicilska normanska arhitektura je vključevala nekatere bizantinske elemente, ki jih redko najdemo v normanski arhitekturi drugje in tako kot druga romanska arhitektura nadaljevala z gotskimi značilnostmi. Ta zgodnja okrašena arhitektura se razlikuje od arhitekture celinske Evrope, ker se ni razvila iz renesančne arhitekture; namesto tega je bila razvita iz normanskih slogov. Renesančna arhitektura se Sicilije skoraj ni dotaknila; v glavnem mestu Palermo je edini ostanek visoke renesanse Fontana Pretoria, vodna fontana, ki so jo za don Pietro di Toleda prvotno izdelali florentinski umetniki Franscesco Cammilliani in Michelangelo Naccerino in jo pripeljali na Sicilijo, ko je bila že 20 let stara (slika 5).
Ne glede na razlog, da renesančni slog na Siciliji ni nikoli postal priljubljen, zagotovo ni šlo za nevednost. Antonello Gagini je leta 1536 v renesančnem slogu, zgradil cerkev Santa Maria di Porto Salvo; ko je umrl, ga je nadomestil arhitekt Antonio Scaglione, ki je stavbo dokončal v normanskem slogu. Zdi se, da je ta slog vplival na sicilsko arhitekturo skoraj do potresa leta 1693. Tudi manierizem je šel mimo otoka. Le v arhitekturi Messine je bilo mogoče zaznati renesančni vpliv, deloma tudi iz zemljepisnih razlogov: v pogledu na celinsko Italijo in najpomembnejše pristanišče na Siciliji je bila Messina vedno bolj podvržena prevladujočim plimam mode zunaj otoka. Plemiški pokrovitelji mesta so pogosto klicali Firence ali Rim, naj jim priskrbijo arhitekta; en primer je bil firenški Giovanni Angelo Montorsoli, ki je sredi 16. stoletja tam vzpostavil toskanski slog arhitekture in kiparstva. Vendar so ti vplivi ostali večinoma omejeni na Messino in okoliško okrožje. Pokroviteljstvo Rimskokatoliške cerkve, odmaknjeno od vplivov rimske mode, je ostalo konzervativno v arhitekturnem okusu in daljnosežno v svoji moči.
To ne pomeni, da je bila Sicilija popolnoma izolirana od trendov drugod po Evropi. Na arhitekturo v glavnih otoških mestih je močno vplivala družina kiparja Domenica Gaginija, ki je prišel iz Firenc leta 1463. Ta družina kiparjev in slikarjev je okrasila cerkve in zgradbe z baročnim okrasjem in figurativnim kiparstvom. Manj kot stoletje po tem, ko je njegova družina začela previdno okraševati otoške cerkve (1531–1537), je Antonello Gagini dokončal loku podoben proskenij Capella della Madonna v Santuario dell'Annunziata v Trapaniju. Ta pedimentiran lok do svetišča ima pilastre - ne kanelirani, ampak močno okrašeni z reliefnimi doprsnimi kipi svetnikov; in kar je najpomembneje v arhitekturnem smislu, pediment krasijo ležeči svetniki, ki podpirajo girlande, povezane z osrednjim ščitom, ki krona pediment. Ta okrašen pediment, čeprav še vedno neprekinjen, je bil eden prvih znakov, da je Sicilija oblikovala svoj slog dekorativne arhitekture. Podobno po slogu je Chiesa del Gesù (slika 14), zgrajena med letoma 1564 in 1633, ki kaže tudi zgodnje znake sicilskega baroka.
Tako se je določen slog baročne arhitekture začel razvijati na Siciliji že pred potresom leta 1693. Medtem ko je večina tistih zgradb, ki jih je mogoče po slogu jasno uvrstiti med baročne, iz okoli leta 1650, pomanjkanje osamljenih preživelih primerov sicilske arhitekture 17. st. otežuje popolno in natančno oceno arhitekture tik pred naravno nesrečo: potres je uničil ne le večino stavb, temveč tudi večino njihove dokumentacije. Kljub temu pa je bilo med drugo svetovno vojno zaradi hudih bombardiranj izgubljenih več kot med potresi.
Najzgodnejši primer baroka na otoku je Quattro Canti Giulia Lassa, osmerokotni trg ali cirkus v Palermu, zgrajen okoli leta 1610 na križišču dveh glavnih mestnih ulic. Okoli tega križišča so štiri odprte stranice, ki so ulice, in štiri ujemajoče se stavbe z enakimi poševnimi vogali. Strani štirih stavb so ukrivljene, kar še povečuje baročno zasnovo stavb, ki obdajajo trg. Te štiri velike zgradbe, ki prevladujejo nad trgom, so okrepljene z vodnjakom, ki spominja na tista Quattro Fontane papeža Siksta V. v Rimu. Vendar se v Palermu baročna tema nadaljuje v treh nadstropjih stavb, ki jih krasijo kipi v poglobljenih nišah, ki prikazujejo štiri letne čase, štiri španske kralje Sicilije in štiri zavetnice Palerma: svete Kristina, Ninfa, Olivia in Agata.
Čeprav je vsaka fasada Quattro Canti všečna očem, je kot shema nesorazmerna z omejeno velikostjo trga, tako kot večino drugih primerov zgodnjega sicilskega baroka, pa lahko velja za provincialno, naivno in preprosto, v primerjavi s kasnejšim razvojem. Kakršna koli je njegova zasluga, je očitno, da je v 17. stoletju baročni slog v rokah lokalnih arhitektov in kiparjev že odstopal od tistega v celinski Italiji. Ta lokalizirana sprememba v glavnem baroku ni bila značilna za Sicilijo, vendar se je zgodila vse do Bavarske in Rusije, kjer bi bil Nariškinov barok enako ekscentričen kot njegov sicilski bratranec.

## Sicilski barok po 1693

### Potres in pokrovitelji
Veliki sicilski potres leta 1693 je uničil najmanj 45 mest, prizadel površino 5.600 kvadratnih kilometrov in povzročil smrt približno 60.000 ljudi. Epicenter katastrofe je bil na morju, čeprav natančen položaj še vedno ni znan. Mesta, ki so močno trpela, so bila Ragusa, Modica, Scicli in Ispica. Obnova se je začela skoraj takoj.
Razkošnost arhitekture, ki naj bi nastala zaradi te katastrofe, je povezana s takratno politiko Sicilije: Sicilija je bila sicer uradno še pod špansko vlado, vendar je bila vladavina dejansko prenesena na domačo aristokracijo. To je vodil vojvoda Camastra, ki so ga Španci imenovali za podkralja, da bi pomiril aristokracijo, ki je bila številna. Aristokracija je bila v primerjavi z večino Evrope razmeroma skoncentrirana, manjkal pa je plemiški razred. V 18. stoletju je bilo po neki oceni 228 plemiških družin, ki so na Siciliji zagotavljale vladajoči razred, sestavljen iz 58 knezov, 27 vojvod, 37 markizov, 26 grofov, enega vikonta in 79 baronov; zlata knjiga sicilskega plemstva (nazadnje objavljena leta 1926) našteva še več. Poleg teh so bili mlajši potomci družin s svojimi vljudnostnimi naslovi nobile ali baron.
Arhitektura ni bila edina zapuščina Normanov. Vladavino nad kmeti (ni bilo ustaljenega srednjega razreda) je uveljavljal tudi fevdalni sistem, nespremenjen od njegove uvedbe po normanski osvojitvi leta 1071. Tako je sicilska aristokracija imela ne le bogastvo, temveč ogromno delovne sile, nekaj, kar je v tem času upadlo v mnogih drugih delih Evrope. Tako kot v južni Španiji so tudi na podeželskih posestvih ostali skoraj tako koncentrirani kot nekoč rimski latifundiji. Sicilsko gospodarstvo, čeprav zelo kmetijsko, je bilo zelo močno in se je v 18. stoletju bolj uveljavilo, ko je postala ovčereja bolj učinkovita in je grožnja muslimanskega piratstva zamrla. Izvozni trgi limon  (za veliko modo limonade v 18. st.) in vin so se močno povečali, sicilska pšenica pa je ostala, tako kot od rimskih časov, hrbtenica gospodarstva. Katastrofa, ki naj bi Siciliji prinesla sodoben sloves revščine in sicer odprtje ameriškega srednjega zahoda za gojenje pšenice, je bila oddaljena stoletje. Ko je prišla, je to trajno znižalo ceno pšenice na manj kot polovico in za vedno uničilo staro gospodarstvo.
Aristokracija je svojo moč delila le z Rimskokatoliško cerkvijo. Cerkev je vladala s strahom pred obsodbo v prihodnjem življenju in pred inkvizicijo v sedanjosti, zato so tako zgornji kot spodnji sloj radodarno darovali, kot so lahko v vseh večjih svetniških dneh. Mnogi duhovniki in škofi so bili pripadniki aristokracije. Bogastvo cerkve na Siciliji je še povečala tradicija pritiskanja mlajših otrok aristokracije, naj vstopajo v samostane, da bi družinske posesti ohranili pred delitvijo; vendar je bila to redko poceni možnost, saj je bilo treba Cerkvi plačati stroške in stalno »zahtevno vzdrževanje«.  Tako je bogastvo nekaterih verskih redov v tem času zraslo sorazmerno z gospodarsko rastjo bolj kot katere koli druge skupine. To je eden od razlogov, da je bilo toliko sicilskih baročnih cerkva in samostanov, kot je San Martino delle Scale, po letu 1693 obnovljenih v tako razkošnem obsegu.
Po začetku obnove so revni obnovili svoja osnovna stanovanja na enak preprost način kot prej. Nasprotno pa so se najbogatejši prebivalci, tako posvetni kot duhovni, ujeli v skoraj manično gradbeno orgijo. Večina plemičev je imela več domov na Siciliji. Za eno stvar je španski podkralj šest mesecev v letu preživel v Palermu in šest v Catanii, pri čemer je imel dvor v vsakem mestu, zato so člani aristokracije potrebovali mestno palačo v vsakem mestu. Ko so bile palače v opustošeni Catanii obnovljene po novem, so palače v Palermu v primerjavi z njimi postale zastarele, zato so bile tudi te sčasoma obnovljene. Po tem so v modni enklavi v Bagheriji od sredine 18. stoletja zgradili vile, v bistvu za statusni simbol. Ta vzorec se je v manjšem obsegu ponovil v manjših mestih na Siciliji, pri čemer je vsako mesto zagotavljalo bolj zabavno družabno življenje in magnetno privlačnost provincialnih aristokratov kot njihovo podeželsko posestvo. Tudi podeželsko posestvo ni ušlo gradbeni maniji. Pogosto so starodavnim gradovom dodali baročna krila ali nove fasade ali pa popolnoma obnovili podeželske vile. Tako je blaznost gradnje dobivala zagon, dokler ni vse bolj fantastična baročna arhitektura, ki so jo zahtevali ti hedonistični pokrovitelji, sredi 18. stoletja dosegla vrhunec.

### Nova mesta
Po potresu se je hitro začel izvajati program obnove, a preden se je resno začel, so bile sprejete nekatere pomembne odločitve, ki bodo trajno razlikovale številna sicilska mesta od drugih evropskih urbanih dogajanj. Podkralj, vojvoda Camastra, ki se je zavedal novih trendov v urbanističnem načrtovanju, je odredil, da namesto ponovne gradnje v srednjeveškem tlorisu utesnjenih ozkih ulic nova obnova ponuja trge (piazza) in širše glavne ulice, pogosto na racionalnem mrežnem tlorisu.  Celoten načrt je bil pogosto v geometrijski obliki, na primer popolnem kvadratu ali šesterokotniku, značilnem za renesančno in baročno urbanistično načrtovanje. Mesto Grammichele je primer teh novih mest, predelanih v šesterokotni načrt.
Ta koncept je bil v 1690-ih še vedno zelo nov in le nekaj novih mest je imelo razlog za gradnjo v Evropi – tloris mesta Christopherja Wrena po velikem požaru v Londonu leta 1666 je bil zavrnjen zaradi zapletenosti lastništva zemljišč. Bilo je še nekaj primerov, na primer Richelieu, Indre-et-Loire in kasneje Sankt Peterburg. Prototip je lahko bilo novo mesto Terra del Sole, zgrajeno leta 1564. Drugo prvo mesto, ki so ga načrtovali s simetrijo in redom, ne pa z razvojem majhnih uličic in ulic, je bila Alessandria v južnem Piemontu. Nekoliko kasneje, od leta 1711, so to baročno obliko načrtovanja naklonili hispanskim kolonijam Južne Amerike, zlasti Portugalci v Braziliji. V drugih delih Evrope je pomanjkanje financ, zapleteno lastništvo zemljišč in razdeljeno javno mnenje povzročilo korenito prenovo po katastrofi pretežko: po letu 1666 je bil London obnovljen po svojem starodavnem načrtu, čeprav so bile nove razširitve na zahod delno v omrežju. Na Siciliji javno mnenje (mnenje vseh zunaj vladajočega razreda) ni štelo za nič, zato bi lahko te na videz revolucionarne nove koncepte urbanističnega načrtovanja prosto izvajali.
Na Siciliji se odločitev ni sprejela samo zaradi mode in videza, temveč tudi zato, da bi zmanjšala premoženjsko škodo in življenja, ki bi lahko nastala v prihodnjih potresih. Leta 1693 so utesnjena stanovanja in ulice povzročile, da so stavbe propadale kot domine. Čeprav so se po potresu poti razširile in se je gostota stanovanj na splošno zmanjšala, so še vedno ostala utesnjena in ozka stanovanjska območja, ki predstavljajo nevarnost za revne. [59] Arhitekturno in estetsko je bila velika prednost novega urbanega reda v tem, da se za razliko od mnogih italijanskih mest, kjer se pogosto sreča monumentalna renesančna cerkev, stisnjena terasa med neskladnimi sosedi, lahko v urbanem baročnem oblikovanju umaknemo arhitektura v bolj ugodnem okolju glede na njene razsežnosti in perspektivo. To je najbolj opazno v večinoma obnovljenih mestih Caltagirone, Militello v Val di Catania, Catania, Modica, Noto, Palazzolo Acreide, Ragusa in Scicli.
Enega najlepših primerov tega novega urbanističnega načrtovanja lahko vidimo v mestu Noto (slika 9), mesto obnovljeno približno 7 kilometrov od prvotnega mesta na gori Alveria. [60] Staro uničeno mesto, ki je danes znano kot 'Noto Antica', je še vedno mogoče videti v svojem porušenem stanju. Novo izbrano mesto je bilo bolj ravno kot staro, da je olajšalo linearni mrežni tloris. Glavne ulice vodijo od vzhoda proti zahodu, da bi jim koristila boljša svetloba in bolj sončna podoba. Ta primer urbanističnega načrtovanja je mogoče neposredno pripisati učenemu lokalnemu aristokratu Giovanniju Battisti Landolini; so mu pomagali trije lokalni arhitekti, zaslužen je, da je sam načrtoval novo mesto.
V teh novih mestih je bila aristokracija razporejena na višja območja, kjer je bil zrak hladnejši in bolj svež, razgledi pa najlepši. Cerkev je bila postavljena v središču mesta (slika 8), tako zaradi udobja za vse kot tudi zaradi globalnega in osrednjega položaja cerkve; okrog stolnice in škofovske palazzo vescovile so bili zgrajeni samostani. Trgovci in skladiščniki so izbrali svoja zemljišča na predvidenih širših ulicah, ki vodijo od glavnega trga. Na koncu so revni lahko postavili svoje preproste zidane koče in hiše na območjih, ki jih nihče drug ni hotel. Pravniki, zdravniki in člani redkih poklicev, vključno z bolj usposobljenimi obrtniki - tistimi, ki so spadali med strogo določene višje in nižje sloje - in so si lahko privoščili gradbena zemljišča, so pogosto živeli na obrobju komercialnega in stanovanjskega sektorja višjega razreda, toda enako pogosto so ti ljudje le živeli v večji ali lepši hiši kot njihovi sosedje na revnejših območjih. Vendar pa so mnogi usposobljeni umetniki, ki so delali na obnovi, živeli kot del razširjenih gospodinjstev svojih pokroviteljev. Na ta način je baročno mestno načrtovanje simboliziralo in odražalo politično avtoriteto, pozneje pa sta se njegov slog in filozofija razširila vse do Annapolisa in Savane v angleški Ameriki , predvsem pa Haussmannovo preoblikovanje Pariza iz 19. stoletja. Zdaj je bil pripravljen oder za eksplozijo baročne arhitekture, ki naj bi prevladovala na Siciliji do začetka 19. stoletja.
Pozneje so se tudi številna druga sicilska mesta, ki jih je potres bodisi malo poškodoval bodisi so ostala popolnoma nedotakniena, na primer Palermo, preoblikovala v baročni slog, ko se je moda razširila in so si aristokrati s palačo v Catanii zaželeli svojo enako bogato palačo v prestolnici. V Palermu je bila cerkev Santa Caterina, začeta leta 1566, ena izmed mnogih v mestu, ki so jo v 18. stoletju v baročnem slogu preuredili z barvnimi marmorji.

### Nove cerkve in palače
O lastni obliki baroka na Siciliji po letu 1693 je bilo rečeno: »Zgradbe, zasnovane po tej nesreči, so izražale lahkotno svobodo dekoracije, katere neprimerna veselost je bila morda namenjena pomiritvi groze«. Čeprav je to natančen opis sloga, ki je skoraj praznovanje radosti v kamnu, verjetno ni razlog za izbiro. Kot pri vseh arhitekturnih slogih je bila tudi izbira sloga neposredno povezana s trenutno modo. Versajska palača je bila dokončan leta 1688 v daleč bolj strogem baročnem slogu; Novo palačo Ludvika XIV. je takoj po Evropi posnemal marsikateri aristokrat ali suveren, ki si prizadeva kazati bogastvo, okus ali moč. Tako je bila očitna izbira za 'brezdomce' na Siciliji, ki jih je bilo na stotine. Zaradi ekscesov baročnih palač in podeželskih vil, ki jih bodo zgradili na Siciliji, pa je Versailles kmalu postal vzor zadrževanja.
Ko se je začelo 18. stoletje, so bili sicilski arhitekti zaposleni z ustvarjanjem novih palač in cerkva. Ti arhitekti, pogosto lokalni, so lahko oblikovali v bolj izpopolnjenem slogu kot pozno 17. stoletje: mnogi so bili izobraženi na celinski Italiji in so se vrnili s podrobnejšim razumevanjem baročnega idioma. Njihovo delo je navdihnilo manj potovalne sicilske oblikovalce. Zelo pomembno je, da so tem arhitektom pomagale tudi gravure Domenica de' Rossija, ki je prvič zapisal besedilo s svojimi gravurami in natančno navedel dimenzije in mere mnogih glavnih renesančnih in baročnih fasad v Rimu. Na ta način je renesansa s pooblaščencem končno prišla na Sicilijo.
Na tej stopnji svojega razvoja je sicilskemu baroku še vedno primanjkovalo svobode sloga, ki naj bi jo pozneje pridobil. Giovanni Battista Vaccarini je bil v tem obdobju vodilni sicilski arhitekt. Na otok je prispel leta 1730, pri sebi pa je združil koncepte Berninija in Borrominija, otoški arhitekturi pa predstavil enotno gibanje in igro krivulj, kar bi bilo v samem Rimu nesprejemljivo. Vendar njegova dela veljajo za manj kakovostna od tistih, ki so prišla. Iz tega obdobja izstopata krili palače Biscari iz 18. stoletja v Catanii in Vaccarinijeva stolnica di Sant'Agata, prav tako v Catanii. Na tej stavbi je Vaccarini povsem jasno prepisal kapiteleiz Arhitektura Civile Guarina Guarinija. Zaradi tega pogostega kopiranja uveljavljenih modelov je arhitektura tega obdobja, čeprav je bila razkošna, prav tako disciplinirana in skoraj obdržana. Vaccarinijev slog, leta 1736 imenovan za mestnega arhitekta, naj bi v naslednjih desetletjih prevladoval v Catanii.
Druga ovira, da bi sicilski arhitekti že prej v celoti izkoristili svoj potencial, je bila ta, da so pogosto obnavljali le poškodovano strukturo, zato so morali svoje načrte prilagoditi tistim, ki so bili prej ali so ostali. Primer je stolnica sv. Jurija v Modici (slika 10). Bila je močno poškodovan v potresu leta 1613, obnovljena leta 1643 v baročnem slogu, obdržal je srednjeveško postavitev, nato pa ponovno poškodovan leta 1693. Obnova se je začela leta 1702, ki jo je izvedel neznani arhitekt; Rosario Gagliardi je nadzoroval dokončanje fasade leta 1760.
V tem času so bili v delovali tudi drugi vplivi. Med letoma 1718 in 1734 je Siciliji osebno vladal Karel VI. z Dunaja, zato je mogoče zaznati tesne vezi z avstrijsko arhitekturo. Več zgradb na otoku je nesramna imitacija del Fischerja von Erlacha, ki je leta 1686 v preprosti obliki baroka začel obnavljati palačo Schönbrunn; ta oblika naj bi bila kasneje reproducirana na Siciliji v zadnjih letih baročne dobe. Palača je imela tudi zunanje stopnišče (odstranjeno leta 1746), podobno tistim, ki so se kasneje razvila na Siciliji. En sicilski arhitekt, menih Tommaso Napoli, je v začetku stoletja dvakrat obiskal Dunaj in se vrnil z gravurami in risbami. Pozneje je bil arhitekt dveh podeželskih vil iz obdobja zgodnjega sicilskega baroka, izjemnih po konkavnih in konveksnih stenah ter kompleksni zasnovi zunanjih stopnišč. Ena vila, njegova Villa Palagonia v Bagheriji, ki se je začela graditi leta 1705, je najbolj zapletena in genialna med vsemi, zgrajenimi v baročni dobi Sicilije: njeno dvojno stopnišče ravnih ram, ki so pogosto spreminjale smer, naj bi bilo prototip značilnost sicilskega baroka.
Kasneje bo nov val arhitektov, ki bodo obvladovali baročne občutke, zavedajoč se rokokojskih notranjih slogov, ki so se začeli drugje uveljavljati za barokom, nadaljeval z razvijanjem razgibanosti in »elastičnih koncepcij prostora«, ki so danes sinonim za izraz sicilski barok.

## Visoki sicilski barok
Okoli leta 1730 se je baročni slog postopoma začel ločevati od opredeljenega rimskega baročnega sloga in dobivati še močnejšo individualnost iz dveh razlogov: hitenje obnove se je umirilo in gradnja je postajala vse bolj ležerna in premišljena; in v ospredje je prišla nova skupina domačih sicilskih arhitektov. Ta nova generacija je opazovala obnovo v baroku in preučevala gravure in arhitekturne knjige in razprave, ki so vse pogosteje prihajale s celine. Vendar niso bili podobni svojim predhodnikom (nekdanjim rimskim študentom) in so zato lahko oblikovali močne lastne individualne sloge. Med njimi so bili Andrea Palma, Rosario Gagliardi in Tommaso Napoli. Medtem ko so upoštevali neapeljski in rimski barok, so zdaj svoje modele prilagodili lokalnim potrebam in tradiciji. Njihova uporaba virov in izkoriščanje najdišč je bilo pogosto izjemno iznajdljivo. Napoli in nato Vaccarini sta spodbujala uporabo zunanjega stopnišča, ki je zdaj dobilo novo dimenzijo: do cerkva na hribe bi lahko prišli s fantastičnimi stopnicami.]
Fasade cerkva so pogosto spominjale na poročne torte in ne na bogoslužje, saj so arhitekti rasli v samozavesti, usposobljenosti in postavi. Notranjost cerkva, ki je bila do tega datuma nekoliko preprosta, je postala zlasti v Palermu, okrašena v intarzivnih marmorjih najrazličnejših barv. Anthony Blunt je to dekoracijo označil za »fascinantno ali odbojno«, toda ne glede na to kako se posamezni gledalec nanjo odzove, je ta slog značilna manifestacija sicilske razposajenosti in ga je treba uvrstiti med najpomembnejše in izvirne stvaritve baročne umetnosti na otoku«. To je ključ do sicilskega baroka: idealno je bil prilagojen sicilski osebnosti in to je bil razlog, da se je na otoku tako dramatično razvil. Nikjer na Siciliji razvoj novega baročnega sloga ni tako očiten kot v Ragusi in Catanii.

### Ragusa
Ragusa je bila leta 1693 zelo močno poškodovana. Mesto je razdeljeno na dve polovici, ki ju deli globoka grapa, znana kot Valle dei Ponti: starejše mesto Ragusa Ibla in višja Ragusa Superiore.
Spodnje mesto Ragusa Ibla se ponaša z impresivno paleto baročne arhitekture, ki vključuje Duomo San Giorgio, delo Rosaria Gagliardija, oblikovana leta 1738 (slika 12). Pri zasnovi te cerkve je Gagliardi izkoristil težaven teren na pobočju. Cerkev stoji impresivno nad masivnim marmornatim stopniščem z okoli 250 stopnicami, baročna značilnost, ki je bila na otoku še posebej izrabljena na Siciliji. Zdi se, da stolp eksplodira s fasade, poudarjen s stebri in pilastri, naslonjenimi na ukrivljene stene. Nad vrati in okenskimi odprtinami se pedimenti pomikajo in ovijajo z občutkom svobode in gibanja, kar bi bilo nepredstavljivo za tiste prejšnje arhitekte, ki sta jih navdihnila Bernini in Borromini. Neoklasična kupola je bila dodana šele leta 1820.
V ulici, ki povezuje Ragusa Ibla z Ragusa Superiore, je cerkev Santa Maria delle Scale. Ta cerkev je zanimiva, čeprav močno poškodovana v potresu. Le polovica cerkve je bila obnovljena v baročnem slogu, medtem ko je preživela polovica hranjena v prvotnem normanskem slogu (z gotskimi značilnostmi), kar je pokazalo razvoj sicilskega baroka.
Palazzo Zacco je ena najpomembnejših baročnih stavb v mestu, njeni korintski stebri podpirajo balkone neverjetnih kovanih del, medtem ko se ograde grotesk posmehujejo, šokirajo ali zabavajo mimoidočega. Palačo je v drugi polovici 18. stoletja zgradil baron Melfi di San Antonio. Pozneje jo je pridobila družina Zacco, po kateri je tudi dobila ime. Stavba ima dve ulični fasadi, vsaka s šestimi širokimi balkoni, na katerih je grb družine Melfi, okvir listov akanta, na katere se naslanja putto. Balkoni, značilnost palače, so opazni po različnih oblogah, ki jih podpirajo, od puttov do glasbenikov in grotesk. Osrednja mesta glavne fasade so trije osrednji balkoni, razdeljeni s stebri s korintskimi kapiteli. Tu balkone podpirajo podobe glasbenikov z grotesknimi obrazi.
Stolnica v mestu Ragusa Superiore je bila zgrajena med letoma 1718 in 1778. [89] Njena glavna fasada je čisti barok, ki vsebuje fine rezbarije in skulpture. Stolnica ima visok sicilski zvonik v istem slogu. Okrašena baročna notranjost je ločena s tremi kolonadami v ladje. Mesto Ragusa Superiore je bilo obnovljeno po letu 1693 okoli stolnice in prikazuje nenavaden pojav sicilskega baroka: palače tukaj so značilne za to mesto, le dve nadstropji in dolge, osrednji obok poudarja balkon in lok na notranji vrt. Ta zelo portugalski slog, ki je verjetno zasnovan za zmanjšanje škode v prihodnjih potresih, se zelo razlikuje od palač v Ragusi Ibla, ki so v pravem sicilskem slogu. Nenavadno se je barok tu zadrževal do začetka 19. stoletja. Zadnja palača, zgrajena tukaj, je bila v baročni obliki, vendar s stebri rimsko-dorskega in neoklasicističnega balkona.

### Catania
Drugo mesto na Siciliji, Catania, je bilo leta 1693 najbolj poškodovano od vseh večjih mest, ostali so le srednjeveški Castello Ursino in tri tribune stolnice; tako je bilo mesto ponovno zasnovano in obnovljeno. Nova zasnova je mesto ločila na četrti, razdeljene na dve cesti, ki sta se srečali na križišču, znanem kot Piazza del Duomo (stolni trg). Obnovo je nadzoroval catanijski škof in edini preživeli arhitekt v mestu Alonzo di Benedetto. Di Benedetto je vodil ekipo mlajših arhitektov, ki so jih poklicali iz Messine, ki se je hitro začela obnavljati in se najprej osredotočila na Piazza del Duomo. Tu so tri palače, škofovska palača, Seminario in še ena. Arhitekti so delali v popolni harmoniji in di Benedettovega dela je nemogoče ločiti od dela njegovih mlajših kolegov. Delo je sicer kompetentno, a ne izjemno, z urejeno rustiko v sicilskem slogu iz 17. stoletja, pogosto pa je dekoracija v zgornjih nadstropjih površna. To je značilno za barok tega obdobja takoj po potresu.
Leta 1730 je Vaccarini prispel v Catanio kot imenovani mestni arhitekt in se takoj navdušil nad arhitekturo rimskega baročnega sloga. Pilastri izgubijo rustiko in podpirajo rimske tipe konzol in ogredij ali ukrivljene pedimente, samostoječi stebri pa podpirajo balkone. Vaccarini je lokalni kamen črne lave izkoristil tudi kot dekorativni element in ne kot splošni gradbeni material, občasno pa ga je uporabil z drugimi materiali in spektakularno za obelisk, podprt na hrbtni strani catanijskega heraldičnega slona, za vodnjak v Berninijevem slogu pred novo Mestno hišo. Vaccarinijeva glavna fasada na stolnici, posvečena sv. Agati, kaže močne španske vplive tudi v tej pozni fazi sicilskega baroka. V mestu je tudi Stefana Ittarja Basilica della Collegiata, zgrajena okoli leta 1768 , in primer sicilskega baroka, ki je slogovno najbolj preprost.

## Notranjost cerkva
Zunanjost sicilske cerkve je bila v prvi četrtini 17. stoletja okrašena v dodelanih slogih z obilnimi skulpturami, štukaturami, freskami in marmorjem (slika 14). Ko so se popotresne cerkve dograjevale konec 1720-ih, je tudi v notranjosti začela odsevati ta zunanja dekoracija, ki je postajala svetlejša in manj intenzivna (primerjajte sliko 14 s poznejšo notranjostjo s sliko 15), z obilnimi izklesanimi ornamenti stebrov, vencev, in pedimenti, pogosto v obliki puttov, flore in favne. Intarzirani barvni marmorji na tleh in stenah v zapletenih vzorcih so ena najpomembnejših značilnosti sloga. Ti vzorci s svojimi rondeli iz porfirja pogosto izhajajo iz modelov, najdenih v normanskih stolnicah v Evropi, kar spet prikazuje normanski izvor sicilske arhitekture. Veliki oltar je običajno pièce de resistance: v mnogih primerih je en blok barvnega marmorja, okrašen s pozlačenimi zvitki in girlandami, in pogosto vstavljen z drugimi kamni, kot sta lapis lazuli in ahat. Stopnice, ki vodijo do oltarnih podstavkov, so značilno ukrivljene med konkavno in konveksno in v mnogih primerih okrašene z umetnimi barvnimi marmorji. Primer tega je cerkev sv. Zite v Palermu.
Gradnjo cerkva na Siciliji običajno ne bi financirali samo posamezni verski redovi, temveč tudi aristokratska družina. V nasprotju s splošnim prepričanjem se večina plemičev na Siciliji ni odločila, da bodo njihovi posmrtni ostanki za vedno razstavljeni v Catacombe dei Cappuccini, ampak so bili povsem običajno pokopani v kriptah pod svojimi družinskimi cerkvami. Rečeno pa je bilo, da je bil »pogreb sicilskega aristokrata eden najlepših trenutkov njegovega življenja in razkošje, ki ga je užival v tem življenju, je bilo, da ga je pripeljalo v naslednje«. [98] Pogrebi so postali izjemno bogastvo; rezultat te bahavosti je bil, da kamnite spominske plošče, ki danes prekrivajo grobnice, zagotavljajo natančen barometer razvoja baročnih in marmornatih tehnik intarzij v določenem času. Na primer, tisti iz prve polovice 17. stoletja so iz preprostega belega marmorja, okrašenega z vrezanim grbom in napisom, imenom, datumom itd. Leta 1650 se pojavijo majhne količine barvnih vložkov iz marmorja, ki tvorijo vzorce in to je mogoče videti, dokler se do konca stoletja grbi in kaligrafija v celoti ne vstavijo iz barvnega marmorja z okrasnimi vzorčnimi obrobami. Dolgo po tem, ko je barok začel opuščati modo v 1780-ih, je bil baročni dekor še vedno bolj primeren za katoliški ritual kot novi, poganski neoklasicizem.
Cerkev San Benedetto v Catanii (slika 15) je lep primer sicilijanske baročne notranjosti, okrašene med letoma 1726 in 1762, obdobje, ko je bil sicilijanski barok na vrhuncu svoje mode in individualnosti. Strope je poslikal umetnik Giovanni Tuccari. Najbolj spektakularen del cerkvene dekoracije je galerija redovnic (ilustracija 15), izdelan okoli 1750, ki je bil zasnovan tako, da je bilo med bogoslužji slišati glas redovnic, same nune pa so bile vseeno precej ločene in jih ni videl duhovni svet zunaj.

## Notranjost palač
Notranjost palač je pogosto manj dovršena kot v baročnih cerkvah na Siciliji. Številne so končali z malo okrašeno notranjo opremo, ker so tako dolgo gradili: ko so bile dokončane, je barok že prišel iz mode; v teh primerih so bile glavne sobe pogosto urejene v neoklasicističnem slogu, na katerega je vplivala sicilska anglomanija poznega 18. stoletja in še posebej občudovanje Wedgewoodske keramike Roberta Adama. Vendar bi v pravem sicilskem slogu tudi ta bolj čeden slog pogosto okrasili z baročnimi figurami trompe l'oeil in barvitimi sicilskimi ploščicami, kakršne najdemo v vili Spedalotto pri Bagheriji.
Pogosto najdemo zlitje obeh slogov, na primer v dvorani Palazzo Ajutamicristo v Palermu, ki jo je leta 1763 zgradil Andrea Giganti, kjer je Giuseppe Crestadoro strop dvorane freskiral z alegoričnimi prizori, uokvirjenimi z baročnimi pozlačenimi motivi v štuku. Ta strop je bil že staromoden, ko je bil končan, preostali del sobe pa je bil urejen v precej preprostejšem načinu. Ko se je pojavila baročna notranja oprema, tako kot drugod po Italiji, so bile najboljše in najbolj okrašene sobe na piano nobile, rezervirane za goste in zabave. Občasno pa pozni datum dokončanja pomeni, da lahko dekoracijo opišemo kot rokoko - razkošen labodji spev baročne dobe.
Nadaljnji razlog za odsotnost baročne dekoracije in najpogostejši je ta, da večina sob ni bila nikoli namenjena javnemu razgledu in zato draga dekoracija ni bila potrebna. Veliko palač je bilo ogromnih; Palazzo Biscari ima 700 sob. To je bilo potrebno, ker bi gospodinjstvo sicilskega aristokrata, začenši s samim seboj, ženo in številnimi otroki, običajno vsebovalo tudi zbirko revnejših sorodnikov in drugih razširjenih družinskih članov, ki so imeli v hiši manjša stanovanja. Poleg tega so bili plačani uslužbenci, med katerimi so bili pogosto zasebni kaplan ali spovednik, majordom, guvernante, tajnik, arhivist, računovodja, knjižničar in nešteto nižjih uslužbencev, na primer vratar, ki je predpisano številokrat pozvonil glede na čin bližajočega se gosta. Pogosto so v palači živele tudi hlapčeve razširjene družine, zlasti starejše. Tako je bilo za bivanje gospodinjstva potrebnih veliko sob. Ti vsakdanji bivalni prostori, tudi spalnice Maestro in Maestra di Casa, so bili pogosto preprosto urejeni in opremljeni. Gérard Gefen v svoji knjigi Sicilija, dežela leopardjih knezov navaja, da so bile spalnice stroge, saj so bile sobe za boj proti skušnjavam in grehu enako kot za spanje.
Glede nadaljnjih sob je sicilska tradicija zahtevala, da so ob znaku slabe vzgoje omogočili bivanje zgolj znancem v lokalnih gostilnah. Vsak tujec, ki je prihajal na obisk, zlasti iz oddaljene evropske metropole, je bil obravnavan kot posebna trofeja in so mu dodali družbeni ugled. Tako je bil dom sicilskega aristokrata le redko prazen ali tih.
V sobe piano nobile so formalno vstopili z zunanjega baročnega dvojnega stopnišča: sestavljale so ga sklopi velikih in majhnih salonov, pri čemer je bil en zelo velik salon glavna soba hiše, ki se je pogosto uporabljala kot plesna dvorana. Včasih so bile tu tudi spalnice za goste, vendar so bile proti koncu 18. stoletja pogosteje v nadstropju zgoraj. Če bi jih okrasili v času baroka, bi bile sobe bogato okrašene. Stene bi bile pogosto polne zrcal, vdelanih v pozlačene okvirje v stenah, pogosto so se izmenjevale s podobami v okvirju, medtem ko so oblikovane nimfe in pastirice krasile prostore med njimi. Stropi so bili visoki in poslikani, na stropu pa so viseli ogromni lestenci iz muranskega stekla , nadaljnja svetloba pa je prihajala iz pozlačenih svetilk, ki so ob stenah krasile ogledala. Ena najpomembnejših sob v tem slogu je Galerija ogledal v Palazzo Valguarnera-Gangi v Palermu (slika 16), stavba, opisana kot »najslavnejša palača Sicilije«. Ta soba s poslikanim stropom Gaspareja Fumagallija je ena redkih baročnih sob v tej baročni palači, ki jo je lastnica Marianna Valguarnera (od 1750) dogradila in preoblikovala, večinoma v poznejšem neoklasicističnem slogu. Baročna notranja oprema je sčasoma dosegla tako razkošje, da je postala znana kot rokoko: to ponazarja notranje stopnišče (slika 17) v palači Biscari, dokončano leta 1763.
Pohištvo v času baroka je bilo v skladu s slogom: okrašeno, pozlačeno in pogosto z marmorjem na mizi. Pohištvo je bilo v hiši prehodno, po potrebi se je pogosto premikalo med sobami, druge sobe pa so ostale neopremljene. Včasih je bilo pohištvo posebej naročeno za določeno sobo, na primer za ujemanje svilene stenske obloge v pozlačenem okvirju. Večinoma bi pohištvo iz 18. stoletja vedno ostalo razporejeno ob steni, nikoli v poznejšem pogovornem slogu v središču sobe, ki je bila v baročni dobi vedno prazna: aranžma, ki je prikazoval marmor ali pogosto keramične talne ploščice z vzorci.
Oblikovanju notranjosti cerkve in palač je bilo skupno štukaturno delo. Štukatura je pomemben sestavni del baročnega oblikovanja in filozofije, saj v tridimenzionalni obliki brezhibno združuje arhitekturo, kiparstvo in slikarstvo. Kombinacija s trompe l'oeil stropi in stenami v baročnem iluzionističnem slikarstvu zmede resničnost in umetnost. Medtem ko je štukatura v cerkvah lahko predstavljala angele in putte, povezane s cvetovi, v zasebni hiši predstavlja glasbila ali lastnikovo najljubšo hrano.
Spreminjanje uporabe v zadnjih 250 letih je dodatno poenostavilo dekor palače, saj so v pritličjih danes običajno trgovine, banke ali restavracije, zgornja nadstropja pa so razdeljena na stanovanja, njihova notranjost pa izgubljena ali propadla.

## Pozni sicilski barok
Barok je sčasoma izšel iz mode. Ponekod v Evropi se je preobrazil v rokoko, ne pa tudi na Siciliji, kjer je rokoko mogoče najti le znotraj. Avstrija ni več vladala Siciliji, od leta 1735 je kraljestvo Sicilija, ki ji je vladal neapeljski kralj Ferdinand IV. Zato je bil Palermo v stalni zvezi z glavnim mestom Neapelj, kjer se je arhitekturno vedno bolj vračal k bolj klasičnim slogom arhitekture. Skupaj s tem so mnogi bolj kultivirani sicilski plemiči razvili modno obsedenost z vsemi francoskimi stvarmi, od filozofije do umetnosti, mode in arhitekture. Mnogi od njih so v interesu teh zanimanj obiskali Pariz in se vrnili z najnovejšimi arhitekturnimi grafikami in teoretičnimi razpravami.
Francoski arhitekt Léon Dufourny je med letoma 1787 in 1794 na Siciliji preučeval in analiziral starogrške templje na otoku. [120] Tako so Sicilci znova odkrili svojo starodavno preteklost, ki je bila s svojimi klasičnimi idiomi zdaj vrhunec mode. Sprememba okusov se ni zgodila čez noč. Barok je na otoku ostal priljubljen, zdaj pa bi bili sicilski balkoni, ekstravagantni kot vedno, postavljeni ob hudih klasičnih stebrih. Dufourny je začel oblikovati v Palermu, njegov Vhodni tempelj (1789) v Botanični vrt Palermo pa je bila prva stavba na Siciliji v slogu, ki temelji na grškem dorskem redu. Je čista neoklasicistična arhitektura, kakršna je bila ustanovljena v Angliji od leta 1760, in je bilo znamenje prihodnosti.}}
Dufournyev velik prijatelj in kolega arhitekt Giuseppe Marvuglia naj bi vodil postopno propadanje sicilskega baroka. Leta 1784 je zasnoval Palazzo Belmonte Riso (slika 21), dober primer obdobja arhitekturne tranzicije, ki združuje baročne in neoklasicistične motive, zgrajene okoli arkadnega dvorišča, ki zagotavlja baročne mase svetlobe in sence, glavna fasada, ki so jo prelomili orjaški pilastri, je imela tudi baročne poteze, a obzorje je bilo neprekinjeno. Pilastri so bili okrašeni, preprosti in jonski in so podpirali okrašeno zaokrožitev. Nad okni so bili klasični neprelomljeni pedimenti. Sicilski barok je upadal.
Do konca 18. stoletja je obubožani Siciliji iz Neaplja vladal šibki Ferdinand IV. in njegova prevladujoča žena. Leta 1798 in spet leta 1806 so napadi Francozov prisilili kralja, da je pobegnil iz Neaplja na Sicilijo. Francoze je od Sicilije oddaljila le ekspedicijska sila s 17.000 britanskimi vojaki, Siciliji pa je zdaj dejansko vladala Britanija, če ne celo po imenu. Nato je kralj Ferdinand leta 1811 na Siciliji uvedel prvi davek in z eno samo potezo odtujil svojo aristokracijo.
Britanski vpliv na Siciliji je sicilskemu baroku omogočil še zadnji razcvet. Marvuglia, ki je prepoznal novo modo za vse britanske reči, je razvil slog, ki ga je prvič previdno uporabil v Palazzo Belmonte Riso leta 1784 in združil nekatere bolj preproste, trdnejše elemente baroka s [[Paladijevska arhitektura|paladijevskimi motivi in ne s paladijevskim oblikovanjem. Pozni sicilski barok je bil po slogu podoben baroku, priljubljenem v Angliji na začetku 18. stoletja, ki ga je sir John Vanbrugh populariziral s takšnimi zgradbami, kot je palača Blenheim. Primer je Marvuglijina cerkev San Francesco di Sales, ki je po interpretaciji baroka skoraj angleška. Vendar je bil to le začasni uspeh in neoklasicistični slog je kmalu prevladoval. Le malo aristokratov si je zdaj lahko privoščilo gradnjo, novi slog pa so uporabljali predvsem v javnih in civilnih zgradbah, kot so tiste v Botaničnem vrtu v Palermu. Sicilski arhitekti - celo Andrea Giganti, nekoč pristojni arhitekt v baroku - so zdaj začeli oblikovati v neoklasicističnem slogu, vendar v različici neoklasike, ki jo je sprejela modna Francija. Primer je njegova Villa Galletti v Bagheriji, ki jo je navdihnilo delo Ange-Jacquesa Gabriela. Sodobni popotnik, Comte de Borch, je opazil francoski vpliv in vilo opisal kot »dekoré à la française, avec trumeaux, boiseries légères itd.«

## Zaton
Propad sicilskega baroka je bil neizogiben. Ne samo, da so se okusi na splošno spreminjali, tudi plemiškega denarja je zmanjkovalo. V 17. stoletju je aristokracija živela predvsem na njihovih posestnih zemljiščih, jih negovala in izboljševala, posledično pa so se tudi njihovi dohodki povečevali. V 18. stoletju se je plemstvo postopoma selilo v mesta, zlasti v Palermo, da bi uživalo v socialnih užitkih podkraljevega dvora in Catanie. Njihove mestne palače so se povečale in sijale na škodo zapuščenih posesti, ki naj bi še vedno zagotavljale prihodek. Zemljiški agenti, ki so čez čas zapustili gospodarstvo, so postali manj učinkoviti ali pokvarjeni, pogosto oboje. Posledično so plemiški dohodki upadali. Aristokracija si je denar izposojala s posestvi kot poroštvom, dokler vrednost zanemarjenih posesti ni padla pod vsoto, izposojeno zanje. Poleg tega je bila Sicilija do zdaj politično tako nestabilna kot finančno plemstvo.
Nepriljubljeni Ferdinandov davek leta 1811 so Britanci leta 1812 umaknili, ki so nato na otoku uvedli ustavo v britanskem slogu. Ena pravna novost tega časa, ki je imela za aristokracijo posebno posledico, je bila, da so upniki, ki so prej lahko uveljavljali le odplačila obresti na posojilo ali hipoteko, lahko zdaj zasegli premoženje. Premoženje se je na dražbah začelo spreminjati iz lastništva na manjših parcelah in posledično je takoj začela cveteti buržoazija lastnikov zemljišč. Upori proti Bourbonom v letih 1821 in 1848 so plemstvo razdelili in liberalizem je bil v zraku. Ti dejavniki, skupaj z družbenimi in političnimi preobrati naslednjega Risorgimenta v 19. stoletju, so pomenili, da je bila sicilska aristokracija obsojen razred, ki mora živeti od svojega kapitala.  Takoj po Risorgimentu je bila priključitev Sicilije k novi italijanski državi za otok ekonomsko pogubna, v malem tudi zaradi popuščanja deviz, ki je bilo koristno le bolj industrijskemu severu novega kraljestva, in prisililo bolj kmetijski jug, da konkurira na severnoameriških blagovnih trgih. Poleg tega so zaradi zanemarjanja plemiške obveze, bistvenega elementa fevdalnega sistema, podeželju pogosto vladali razbojniki zunaj zaprtih vasi, nekoč velike podeželske vile pa so propadale. Prevlade sicilskega višjega razreda je bilo konec.
Tako kot v zgodnjih dneh sicilskega baroka so bile tudi prve zgradbe novega neoklasicističnega obdobja pogosto kopije ali hibridi obeh slogov. Palazzo Ducezio (slika 19) se je začela graditi leta 1746, pritličje z arkadami, ki ustvarjajo igro svetlobe in sence, je čisti barok. Ko pa je bilo nekaj let pozneje dodano zgornje nadstropje, je kljub uporabi baročnih zlomljenih pedimentov nad okni zelo izrazit neoklasicistični francoski vpliv, ki ga poudarja osrednji ukrivljeni obok. Sicilski barok je postopoma in počasi nadomeščal francoski neoklasicizem.

## Zapuščina
Sicilski barok je danes priznan kot arhitekturni slog, predvsem zaradi dela Sacheveralla Sitwella, čigar Južna baročna umetnost leta 1924 je bila prva knjiga, ki je cenila slog, sledilo je bolj akademsko delo Anthonyja Blunta leta 1968.
Gradnja večine baročnih palač se je v 19. stoletju nadaljevala v zasebni lasti, saj se je stara aristokracija bodisi poročila z denarjem srednjega razreda ali pa je še bolj zapadla v dolgove. Bilo je nekaj izjem, nekatere pa še danes ohranjajo svoje predniške palače. Zaradi nenehne verske predanosti sicilskega ljudstva so številne sicilske baročne cerkve še danes v uporabi, za katero so bile zasnovane. Velike dele Messine, obnovljene po potresu leta 1693, je leta 1908 uničil še en potres.
Vendar veliko krivde za propadanje in uničujoče stanje ohranjenosti toliko palač ne sme pasti le na lastnike, ki niso želeli sprejeti sprememb, ampak na politične agende naslednjih socialističnih vlad. Nekatere najlepše baročne vile in palače so še vedno v ruševinah po bombnih napadih ZDA leta 1943. V mnogih primerih jih niso poskušali obnoviti ali celo zavarovati. Tiste, ki so racije preživele v dobrem stanju, in tudi nekatere, ki jih niso, vključno s Palazzo Lampedusa, domom knezov Lampeduških v Palermu, pogosto delijo na pisarne ali stanovanja, njihova baročna notranjost je razstavljena, razdeljena in prodano.
Preostali člani sicilske aristokracije, ki še vedno naseljujejo svoje predniške palače, za razliko od nekaterih severnih, zlasti angleških kolegov, ne morejo, da bi jim odpiranje hiš za turizem postalo glavni vir zaslužka. Lokalni ekvivalent National Trust je zelo majhen, lokalno zanimanje med prebivalstvom pa je veliko manjše. Princi, markizi in grofi Sicilije, ki še vedno živijo v svojih hišah, prebivajo v čudoviti osamljenosti, pogosto obkroženi z lepoto in propadanjem. Šele danes se tako lastniki kot država zavedajo, da bo, če ne bomo ukrepali kmalu, prepozno za reševanje tega dela sicilske dediščine.
Ko Sicilija zdaj postaja politično stabilnejše, varnejše in manj pokvarjeno okolje, začnejo baročne palače počasi odpirati vrata nestrpni plačljivi javnosti, ameriški in severnoevropski kot Italijani. Leta 1963, ko je izšel film Leopard, je bila plesna dvorana palače Gangi skoraj edinstvena po snemanju filma, danes pa že dolgo neuporabljeni saloni in plesne dvorane gostijo poslovne in javne prireditve. Nekatere palače gostom, ki plačajo, ponujajo nočitve z zajtrkom in obiskovalcem Sicilije znova zagotavljajo impresivno gostoljubje, kateremu so bile prvotno namenjene.
Leta 2002 je UNESCO baročne spomenike Val di Noto selektivno vključil na svoj seznam svetovne dediščine kot »izjemno pričevanje o razkošnem geniju poznobaročne umetnosti in arhitekture« ter »predstavlja vrhunec in končni razcvet baročne umetnosti v Evropi«.